# Klej (powieść)
Klej (ang. Glue) – powieść Irvine'a Welsha wydana w 2001 r. Utwór opowiada historię czterech Szkotów na przestrzeni czterech dekad, która przedstawiana jest przy zastosowaniu różnych punktów widzenia i różnych rodzajów narracji. Klej poświęcony jest seksowi, narkotykom, przemocy i innym społecznym problemom, z jakimi borykała się Szkocja w czasie życia głównych bohaterów.
Głównymi bohaterami Kleju są: Terrence Lawson (Sok Terry), Billy Birrell (Biznes Birrell), Andrew Galloway (Gally) i Carl Ewart (DJ N-SIGN). Spotykamy ich najpierw jako małe dzieci w 1970 r., potem jako nastolatków około 1980 r., jako młodych mężczyzn w 1990 r. oraz jako mężczyzn u schyłku czwartej dekady życia około 2000 r.